# Euryglossina gigantica
Euryglossina gigantica là một loài Hymenoptera trong họ Colletidae. Loài này được Exley mô tả khoa học năm 1974.